# سامسون (آلاباما)
سامسون (به انگلیسی: Samson) شهری در شهرستان جنیوا ایالت آلاباما است که مساحت آن ۹٫۳۹ کیلومتر مربع است و در سرشماری سال ۲۰۱۰ میلادی، ۱٬۹۴۰ نفر جمعیت داشته و تراکم جمعیتی آن، ۲۰۶٫۶ نفر در هر کیلومتر مربع بوده است.